# پترا لازار
پترا لازار (هلندی: Petra Laseur؛ زادهٔ ۲۶ نوامبر ۱۹۳۹) هنرپیشه اهل هلند است. او از سال ۱۹۶۰ در بیش از سی فیلم بازی کرده است.